# Neopatrijské vévodství
Neopatrijské vévodství (katalánsky Ducat de Neopàtria, řecky Δουκάτο Νέων Πατρών) byl státní útvar založený v Řecku žoldnéři původem z Katalánska. Ti byli najati byzantským císařem Andronikem II., aby po boku Byzance bojovali proti Turkům v Malé Asii, ale později se vzbouřili a obrátili svou pozornost do Řecka. Vévodství se nacházelo v centrálním Řecku kolem města Neai Patrai (dnešní Ypati, řecky Υπάτη) v údolí řeky Spercheios, západně od Lamie.
V roce 1318–1319 žoldnéři z Katalánské společnosti pod velením sicilského prince Alfonsa Fredericka po dobytí většiny území Athénského vévodství stočili svou pozornost na území Epirského despotátu v jižní Thessálii. Na nově dobytých územích bylo zřízeno Neopatrijské vévodství, které se sjednotilo s Athénským vévodstvím a bylo součástí Aragonské koruny. Správa vévodství se dělila na kapitánství Siderokastronské, Neopatrijské a Salonské.
V roce 1337 byla část území v Thessálii dobyta srbským vládcem Štefanem Dušanem. V témže roce byl titul neopatrijského vévody převzat Petrem IV. Aragonským a byl dále předáván zároveň s mnoha dalšími tituly jeho nástupcům a dodnes patří k plnému titulu španělských panovníků.
Útoky Srbské říše postupně zmenšily území Neopatrijského vévodství až do chvíle, kdy v roce 1390 padlo celé do rukou Florencie.